# Christi-Himmelfahrts-Kirche (Belgrad)

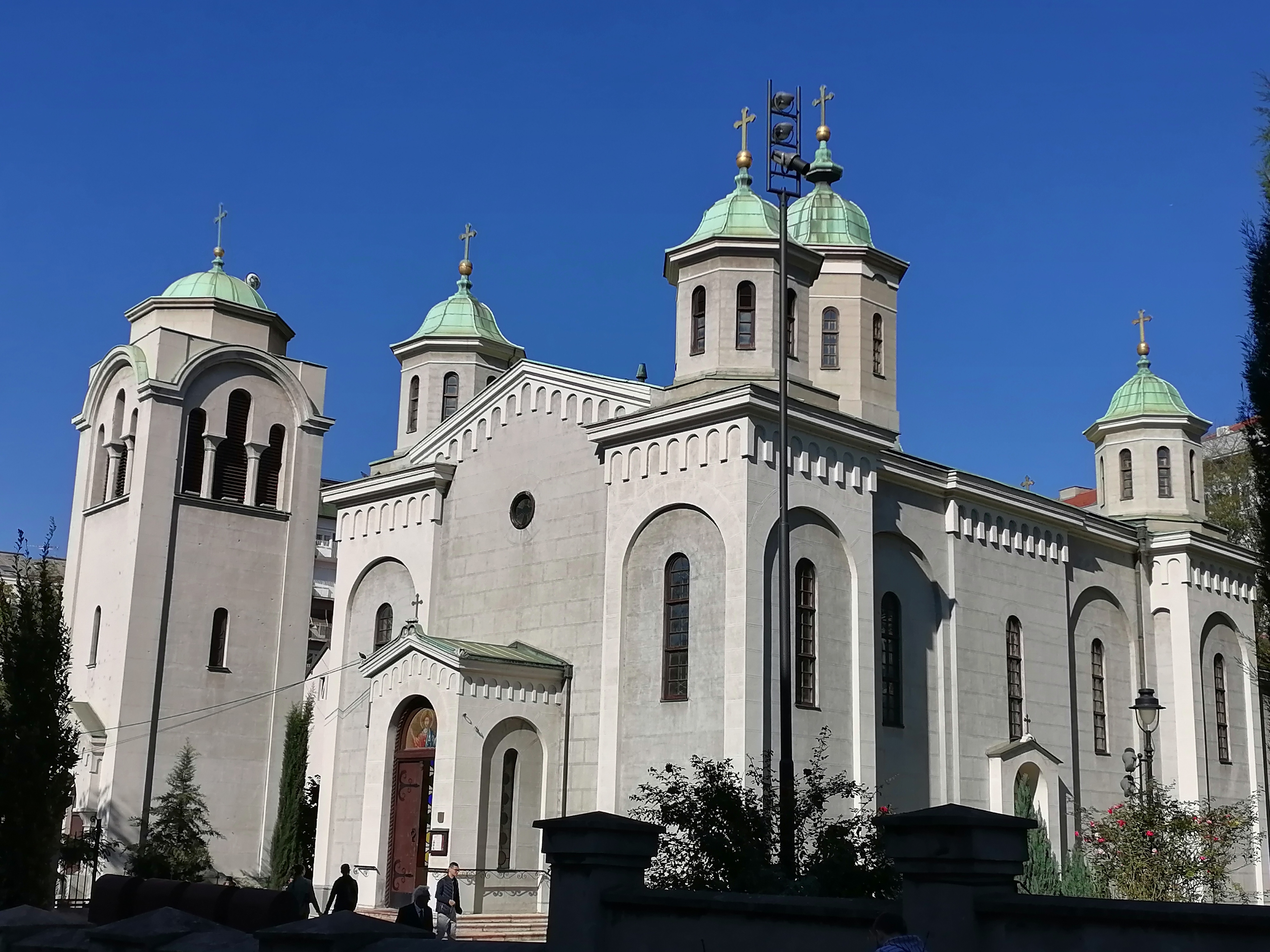
Die Christi-Himmelfahrts-Kirche

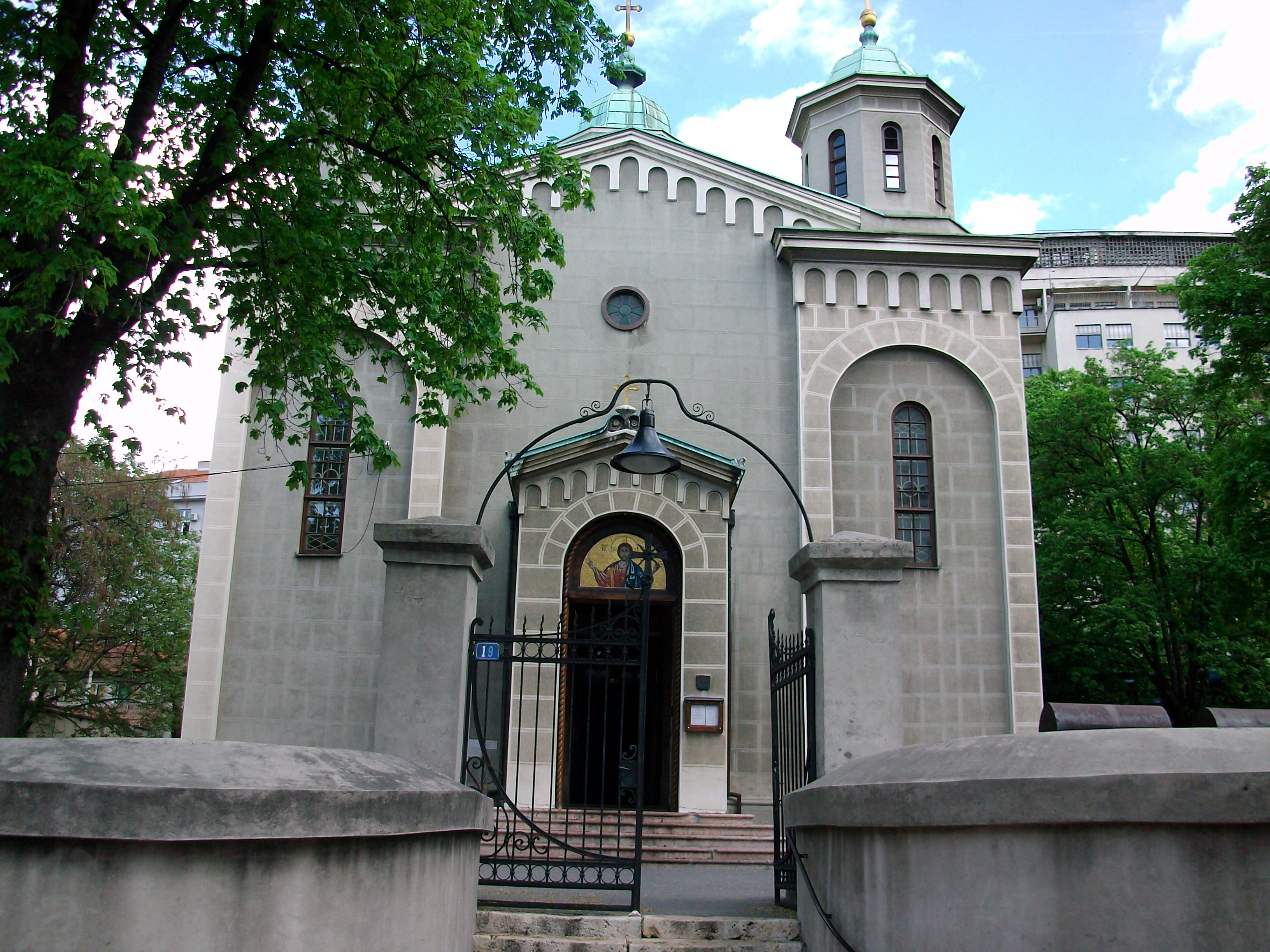
Eingang der Christi-Himmelfahrts-Kirche

Die Christi-Himmelfahrts-Kirche (serbisch Вазнесењска црква Vaznesenjska crkva) ist eine serbisch-orthodoxe Kirche in Belgrad in Serbien. Sie ist der Himmelfahrt Christi geweiht. Die Kirche ist die orthodoxe Stadtkirche Belgrads, die Himmelfahrt Christi das Stadtfest oder Slava der Stadt Belgrad. Die Kirche gehört zur Erzeparchie von Belgrad und Karlovci der Serbisch-orthodoxen Kirche.
Die Christi-Himmelfahrts-Kirche wurde 1863 im Auftrag des Fürsten Mihailo Obrenović und des Belgrader Metropoliten Mihailo sowie durch Spenden der Belgrader Bürger nach den Plänen von Pavle Stanišić und Jovan Ristić erbaut. Die Bauleitung hatten Josip Štok und Fernand Stevanov inne. Die Ikonen malten Nikola Marković und Stefan Todorović. Die ursprünglichen Fresken von Nikola Marković wurden 1937 durch die des aus Russland emigrierten Malers Andrei Bicenko ersetzt.
Baugeschichtlich von Bedeutung besonders für die serbische Kirchenarchitektur war der Beginn der Suche nach einem so genannten nationalen Stil, der sich bewusst vom Barock der letzten Jahrhunderte abwandte und sich verstärkt an den serbisch-orthodoxen Kirchen und Klöster des Mittelalters und der Renaissance orientierte. Die Suche nach diesem nationalen Stil endete vorläufig im so genannten serbisch-byzantinischen Stil.
Schwere Schäden an und in der Kirche entstanden im Zweiten Weltkrieg bei den Bombardierungen Belgrads 1941 und 1944. Durch den Luftangriff durch die Alliierten auf Belgrad am 16. und 17. April 1944, dem orthodoxen Osterfest, starben viele Gläubige und Priester in der Kirche beim gemeinsamen Gottesdienst.